# Pain & Gain
Pain & Gain és una pel·lícula d'acció-comèdia de 2013 dirigida i produïda per Michael Bay i escrita per Christopher Markus i Stephen McFeely. Va ser protagonitzada per Mark Wahlberg, Dwayne Johnson i Anthony Mackie. Està basada en una història real on es detalla el segrest, extorsió, tortura i assassinat de diverses víctimes per un grup de culturistes del Sun Gym de Miami a l'estat de Florida dels Estats Units. Ha estat subtitulada al català.

## Argument
L'acció de la pel·lícula comença el juny de 1995. Daniel Lugo (Mark Wahlberg) està fent exercici fora del Sun Gym quan la policia comença a arribar. Aleshores es veu obligat a fugir del lloc i en el trajecte és atropellat per una patrulla.
Després la història retrocedeix uns mesos. Lugo és un intrigant i recentment alliberat condemnat per frau al Medicare. Treballa com a entrenador personal al Sun Gym on entrena un client, Victor Kershaw (Tony Shalhoub), un home de negocis multimilionari. El propietari del Sun Gym, John Mese (Rob Corddry), el contracta per a augmentar el nombre de socis i fer del gimnàs un lloc punter en quant a peses i músculs. Lugo triplica els socis del gimnàs en sis setmanes i es fa amic de l'entrenador Adrian Doorbal (Anthony Mackie). Doorbal, un culturista que consumeix esteroides que el deixen impotent. Lugo aviat desitja els ingressos i l'estil de vida aconseguits per un nou membre del gimnàs que comença a entrenar: Kershaw, el qual creu que Lugo és un estafador. Inspirat per l'orador motivacional Johnny Wu (Ken Jeong), Lugo decideix ser un executor.
 Trama un pla per torturar i extorquir a Kershaw per a quedar-se amb els seus diners i possessions.
Lugo recluta Doorbal i l'excondemnat, Paul Doyle (Dwayne Johnson), que havia sigut alliberat després d'una addicció a la cocaïna i ara s'ha convertit al cristianisme. Doyle es nega en principi, però canvia quan el seu pastor intenta seduir-lo sexualment. Aquesta "Colla del Sun Gym" intenta capturar Kershaw en sa casa, però abandonen el projecte després de veure'l amb la seua família beneint el Sàbat. Al seu segon intent, compren vestits ninja i un vestit verd per segrestar-lo, encara que el pla fracassa perquè la víctima tenia diferents BMW i es confonen.
Al seu tercer intent, Doorbal l'electrifica amb un tàser i el segresten. Porten Kershaw a un magatzem que Lugo havia obtingut gràcies a un amic. El magatzem, en lloc de tenir equips de gimnàstica com Lugo i els altres pensaven, en realitat està ple de joguines sexuals. Els segrestadors canvien les seues veus, però Kershaw reconeix Lugo per la seua colònia barata. D'aquesta manera Kershaw sap que el seu destí està fumut, donat que sap que Lugo és el seu segrestador. Després d'això, els tres segrestadors van al Gym a persuadir l'advocat que els signe un document on Kershaw els cedeix tota la seua fortuna. Desafortunadament per a ells, era necessària la presència de la víctima per a dur a terme el tràmit. Per tant, Lugo ha d'obligar la seua víctima a signar-ho amb els ulls embenats ja torturat i se surt amb la seua.

## Repartiment
- Mark Wahlberg com a Daniel Lugo
- Dwayne Johnson com a Paul Doyle (basat en Carl Weekes, Jorge Delgado)
- Anthony Mackie com a Adrian "Noel" Doorbal
- Tony Shalhoub com a Victor Kershaw (basat en Marc Schiller)
- Rob Corddry com a John Mese
- Ed Harris com el Det. Ed Du Bois, III
- Rebel Wilson com a Robin Peck (basat en Cindy Eldridge)
- Ken Jeong com a Johnny Wu
- Bar Paly com a Sorina Luminita (basat en Savina Petrescu)
- Michael Rispoli com a Frank Griga
- Tony Plana com el Capità Lopez
- Emily Rutherfurd com a Carolyn "Cissy" DuBois
- Larry Hankin com el Pastor Randy
- Peter Stormare com el Dr. Bjornson
- Brian Stepanek com a Brad McCallister

## Diferències entre la pel·lícula i la història real
La pel·lícula retrata la colla del Sun Gym com composta per tres membres principals (Daniel Lugo, Adrian Noel Doorbal i Paul Doyle) i dos còmplices John Mese (l'amo del Sun Gym i el comptable del Miami Shores que notaritza els documents de Kershaw -en realitat els de Marc Schiller- per Lugo) i la stripper Sorina Luminita (basada en Savina Petrescu), que va reclutar Lugo -com digué- perquè servira com la "capsa dels dolços" de la banda. En realitat la banda era més gran, el personatge de Doyle és una composició de diverses persones reals que no estaven representades en la pel·lícula, tals com Carl Weekes i Jorge Delgado i la nòvia de la vida real de Doorbal (Cindy Etheridge) que va ajudar a treure sang de les parets dels condominis de Doorbal després que aquest hagués esquarterat els cossos de Griga i Furton. A més, a diferència de Sorina, que en la pel·lícula Lugo li la passa a Doyle; Savina i Lugo van romandre junts com a parella i es van comprometre, fugint junts a les Bahames (amb els pares de Lugo). Jugadors de la vida real, a més dels esdeveniments es detallen l'article del Miami New Times, "Requadre: elenc de personatges".
En la pel·lícula Victor Kershaw diu que va néixer a Bogotà, Colòmbia. El seu homòleg de la vida real, Marc Schiller, va néixer a l'Argentina.
Schiller i Lugo no es fan amics; Schiller en realitat desconfiava de Lugo. Era Delgado (que va treballar per Schiller, igual que l'esposa de Delgado), qui es va fer amic de Lugo i va dirigir a Schiller; i va ser en el magatzem de Delgado (no el de Schiller) on els segrestadors van torturar a Schiller durant tot un mes, mentre l'extorquien, abans de ni tan sols intentar matar-lo.
Savina Elena Petrescu (retratada en la pantalla de Bar Paly com a Sorina Luminita), era en realitat una font d'or en la seva etapa bona de stripper. Era la senyoreta Romania i també exmodel de Penthouse.
En la pel·lícula, Victor Kershaw amb els ulls tancats reconeix a Lugo per la seva colònia. En la realitat Marc Schiller va reconèixer la seva veu.